# Planata limbatus
Planata limbatus är en insektsart som först beskrevs av William Lucas Distant 1912.  Planata limbatus ingår i släktet Planata och familjen Flatidae. Inga underarter finns listade i Catalogue of Life.